# Гюнтер Гузе
Гюнтер Гузе (нім. Günther Guse; 30 серпня 1896, Штеттін, Німецька імперія — 6 травня 1953, Владимир, РРФСР) — німецький військово-морський діяч, адмірал крігсмаріне (1 січня 1940). Кавалер Німецького хреста в сріблі.

## Біографія
1 квітня 1905 року вступив у ВМФ кадетом. Пройшов підготовку на навчальному кораблі «Штайн» і у військово-морському училищі. 28 вересня 1905 року призначений на легкий крейсер «Берлін». 15 вересня 1910 року переведений в 4-ю флотилію міноносців. Учасник Першої світової війни. З 3 серпня 1914 року — прапор-лейтенант у штабі 1-го командувача міноносцями. В січні-грудні 1916 року — референт торпедної інспекції, з грудня 1916 по червень 1917 року командував міноносцями V-80 і S-38. З 25 липня 1917 року — командир 18-ї напівфлотилії міноносців. З 3 травня 1918 року — прапор-лейтенант у штабі флоту відкритого моря.
Після демобілізації армії залишений на флоті, з березня 1919 року служив в торпедній інспекції. З 16 жовтня 1921 року — 1-й офіцер Адмірал-штабу в штабі командувача ВМС на Балтиці. У червні 1923 року переведений в Морське керівництво. З 1 жовтня 1926 року — навігаційний офіцер на лінійному кораблі «Гессен», з 26 вересня 1927 року — на «Шлезвіг-Гольштейні». 28 вересня 1928 року призначений 1-м офіцером Адмірал-штабу в штабі флоту, а 27 вересня 1930 року очолив і сам штаб. 27 вересня 1932 року став начальником Відділу флоту Морського керівництва, а 29 вересня 1934 року змінив віце-адмірала Отто Гроса на посаді начальника Командного управління. Після створення 1 травня 1935 року ОКМ зберіг свою посаду. 1 квітня 1937 року одночасно зайняв пост начальника штабу керівництва морською війною. В руках Гузе була зосереджена вся розробка військових операцій і керівництво ВМФ Німеччини. Один з найближчих співробітників адмірала Еріха Редера з відтворення німецького ВМФ.
31 жовтня 1938 року замінений адміралом Отто Шнівіндом і призначений інспектором зв'язку ВМФ і президентом Військово-морської випробувальної комісії зв'язку (на цій посаді Гузе залишався до 15 червня 1941 року). Одночасно виконував обов'язки інспектора військово-морських навчальних закладів (28 січня — 5 березня 1939), начальника військово-морської станції «Остзе» (15-27 травня 1939, 1 січня — 15 лютого 1940, 16 лютого — 20 вересня 1940). З 21 вересня 1940 року офіційно зайняв пост командувача-адмірала на Балтиці. В ході великомасштабної чистки вищого комскладу ВМС на початку 1943 року 8 березня переведений в розпорядження головнокомандувача, а 31 травня звільнений у відставку. 30 березня 1945 року взятий в полон радянськими військами. Помер у в'язниці.

## Нагороди
- Залізний хрест
  - 2-го класу (травень 1915)
  - 1-го класу (січень 1918)
- Військовий Хрест Фрідріха-Августа (Ольденбург) 2-го і 1-го класу (26 травня 1918) — отримав 2 нагороди одночасно.
- Ганзейський Хрест (Любек; 2 жовтня 1918)
- Пам'ятна військова медаль (Угорщина) з мечами
- Почесний хрест ветерана війни з мечами (15 жовтня 1935)
- Медаль «За вислугу років у Вермахті» 4-го, 3-го, 2-го і 1-го класу (25 років; 2 жовтня 1936) — отримав 4 нагороди одночасно.
- Орден Корони Італії, великий офіцерський хрест (29 вересня 1937)
- Орден Священного скарбу 2-го класу (Японська імперія; 9 листопада 1937)
- Орден Заслуг (Угорщина), великий хрест
- Почесний знак Німецького Червоного Хреста 1-го класу
- Медаль «У пам'ять 1 жовтня 1938» (7 червня 1939)
- Орден військових заслуг (Іспанія), великий хрест білого дивізіону (21 серпня 1939)
- Застібка до Залізного хреста
  - 2-го класу (16 квітня 1940)
  - 1-го класу (28 квітня 1940)
- Хрест Воєнних заслуг 2-го і 1-го класу з мечами
- Німецький хрест в сріблі (19 лютого 1943)